# Смела (Хмельницкий район)
Смела (укр. Сміла) — село на Украине, находится в Хмельницком районе Винницкой области.
Код КОАТУУ — 0524885203. Население по переписи 2001 года составляет 369 человек. Почтовый индекс — 22023. Телефонный код — 4338.
Занимает площадь 1,3 км².

## Адрес местного совета
22023, Винницкая область, Хмельницкий р-н, с. Петриковцы, ул. Ленина, 10